# Biserica de lemn din Panc-Săliște

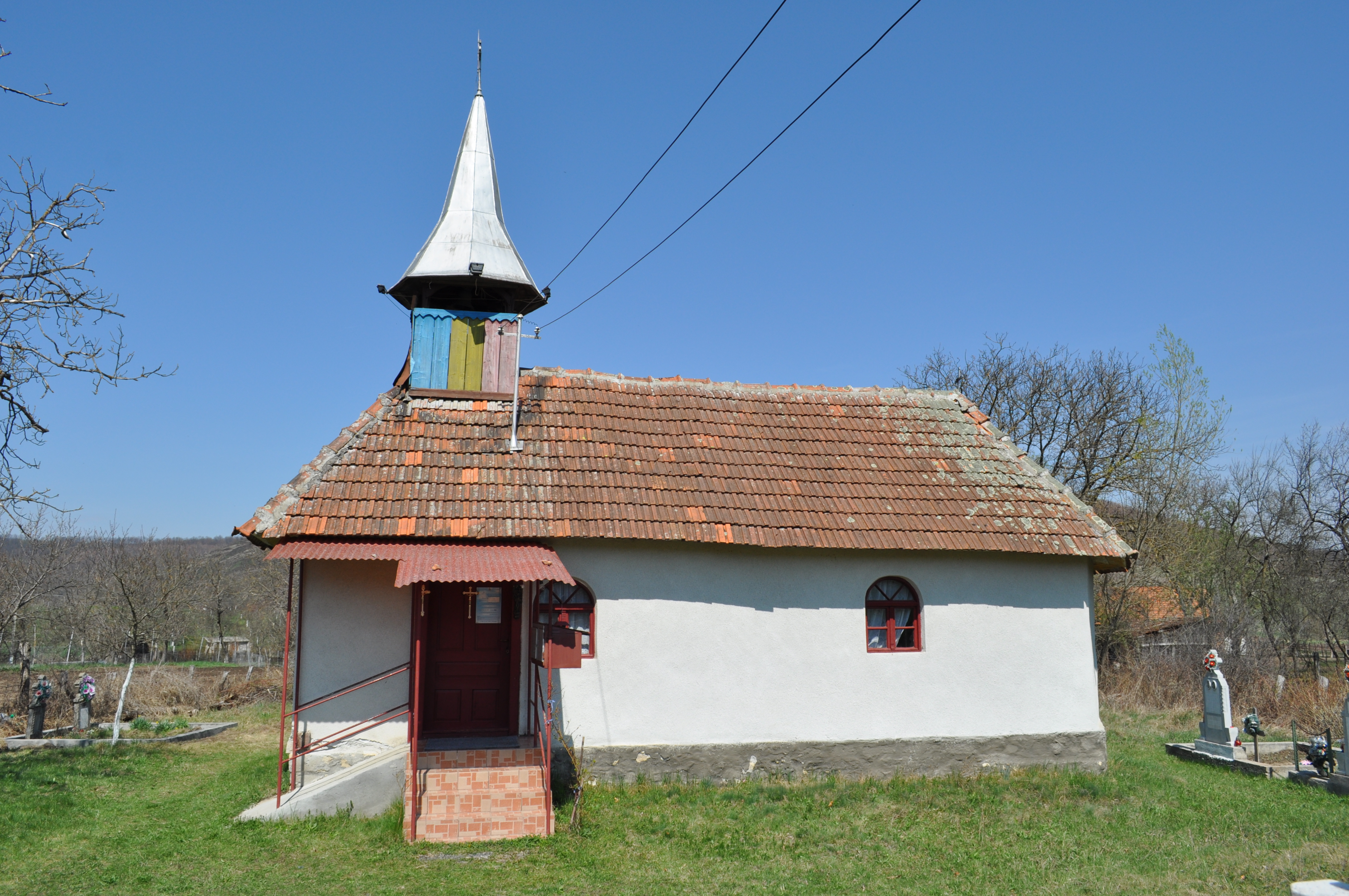
Biserica de lemn „Cuvioasa Paraschiva” din Panc-Săliște, comuna Dobra, județul Hunedoara, foto: aprilie 2012.

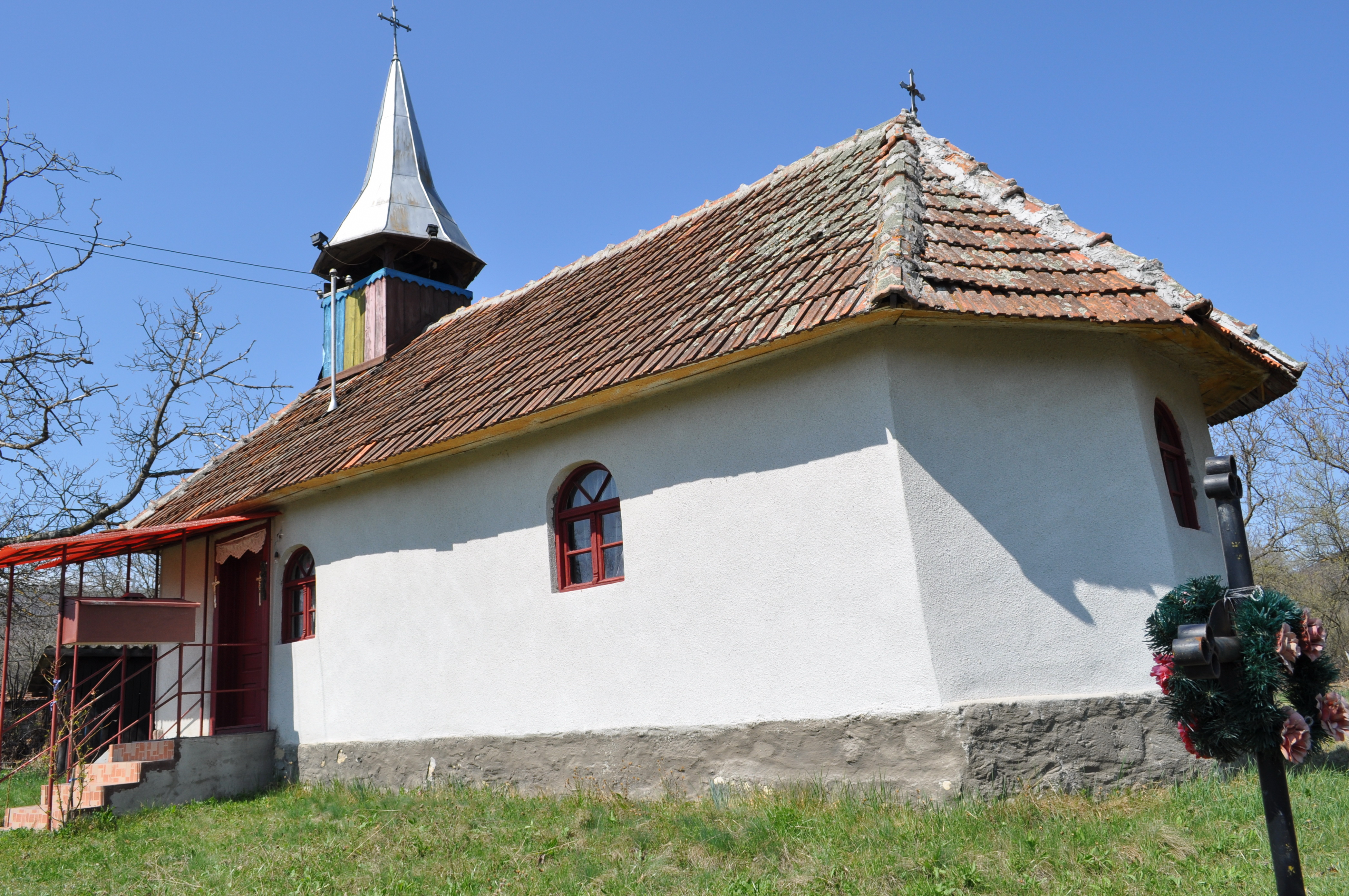
Biserica de lemn „Cuvioasa Paraschiva” din Panc-Săliște, comuna Dobra, județul Hunedoara, foto: aprilie 2012.

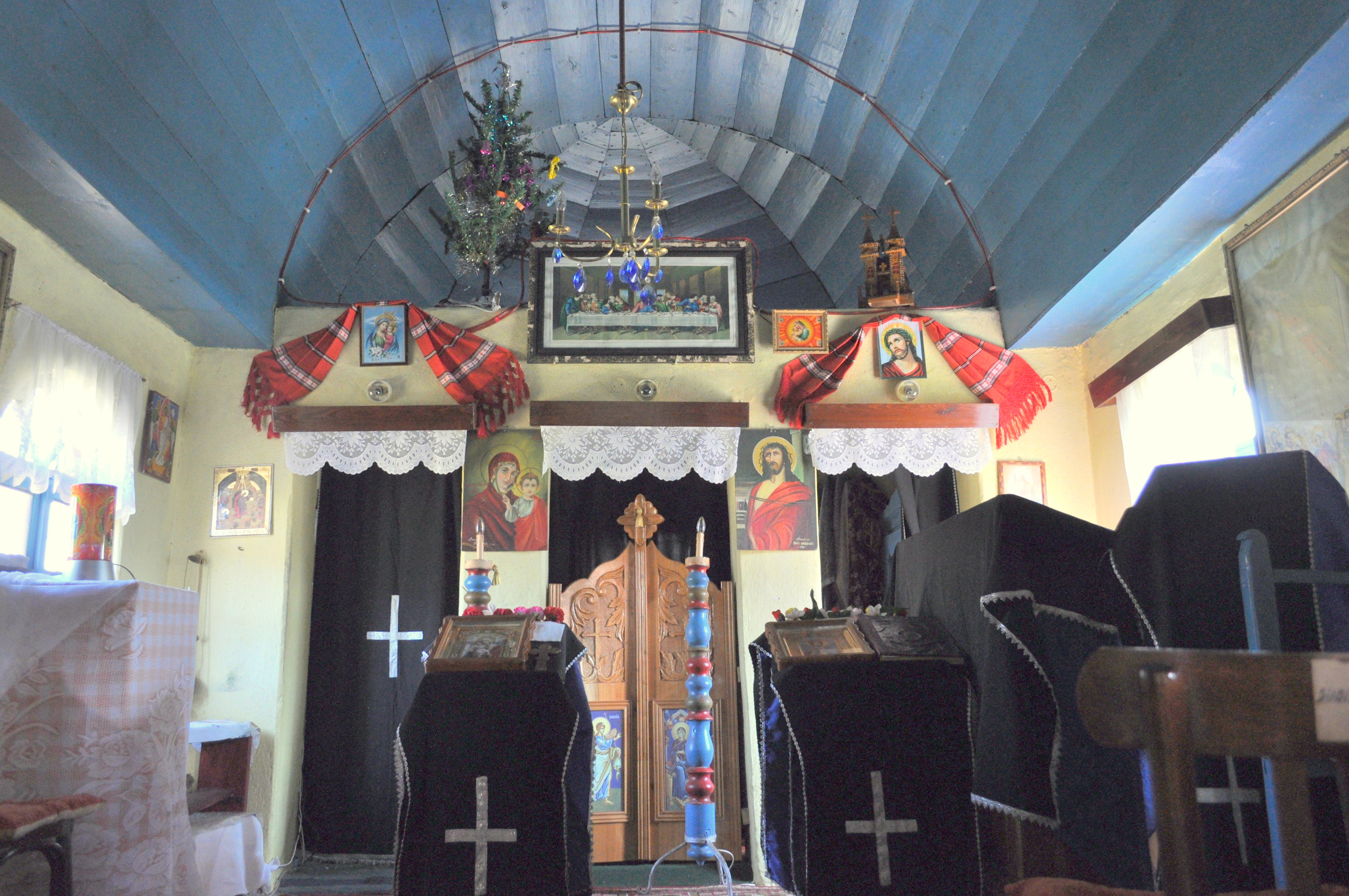
Interiorul navei

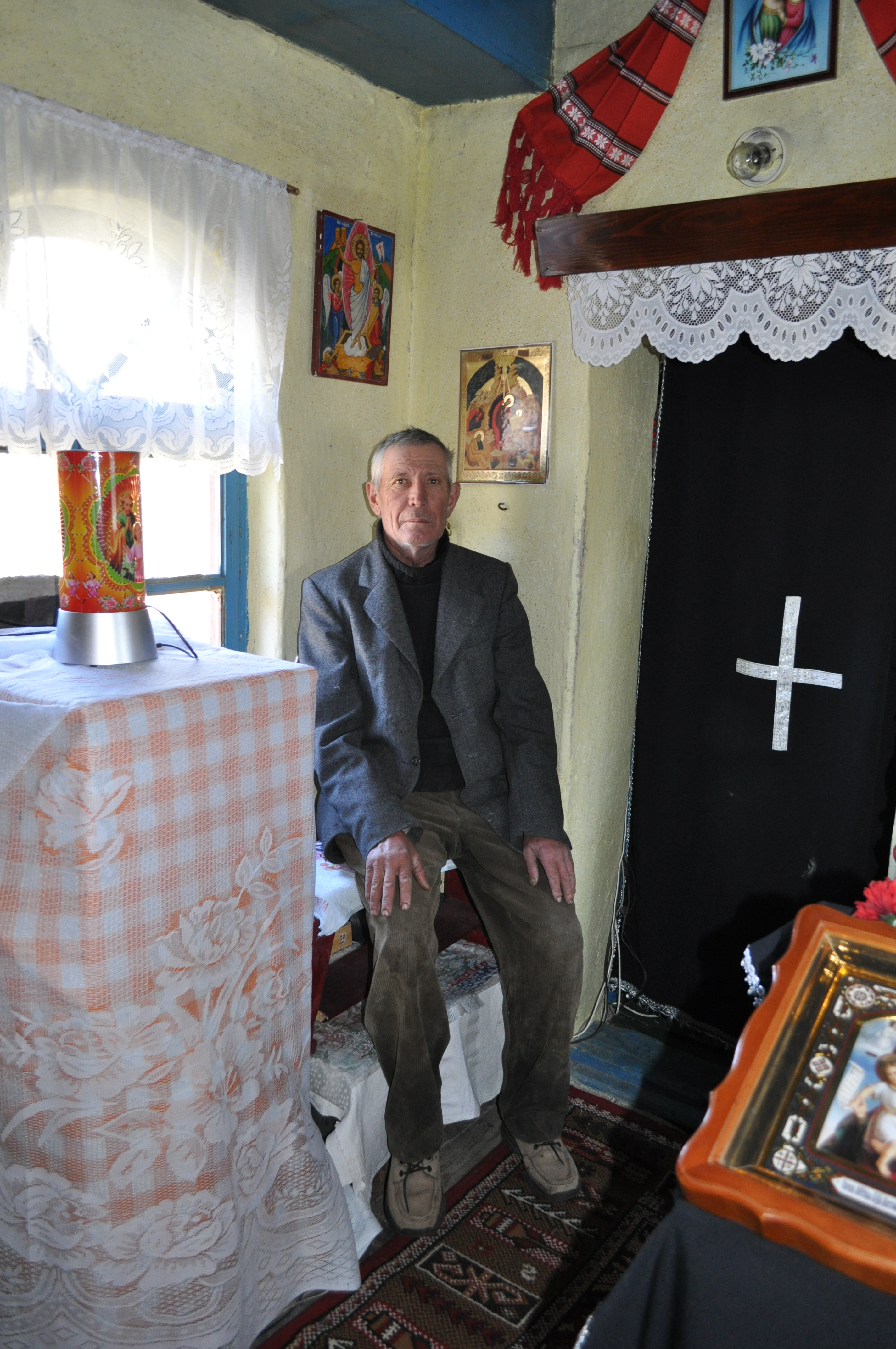
Crâsnicul Sabin Mihuț

Biserica de lemn din Panc-Săliște, comuna Dobra, județul Hunedoara a fost ridicată în 1922. Are hramul „Cuvioasa Paraschiva” și nu figurează pe noua listă a monumentelor istorice.

## Istoric și trăsături
Este un edificiu de plan dreptunghiular de mici dimensiuni, cu absida nedecroșată, poligonală cu trei laturi. Deasupra pronaosului se înalță o clopotniță miniaturală din scânduri, cu foișor deschis și coif suplu, învelit în tablă. La acoperișul propriu-zis s-a folosit țigla. Atât la interior, cât și la exterior, bârnele au fost tencuite, strat reîmprospătat periodic prin văruire. Intrarea este amplasată pe latura sudică. Lăcașul, renovat în anii 1998 și 2007, a fost precedat de o ctitorie obștească din bârne, de la care s-au moștenit câteva icoane prăznicare valoroase, reînnoite de pictorul amator „Franz T.” din Toc, județul Arad în 1933. Acel edificiu figurează atât în tabele conscripțiilor din anii1733, 1750, 1761-1762 și 1805, cât și pe harta iosefină a Transilvaniei (1769-1773].

## Imagini

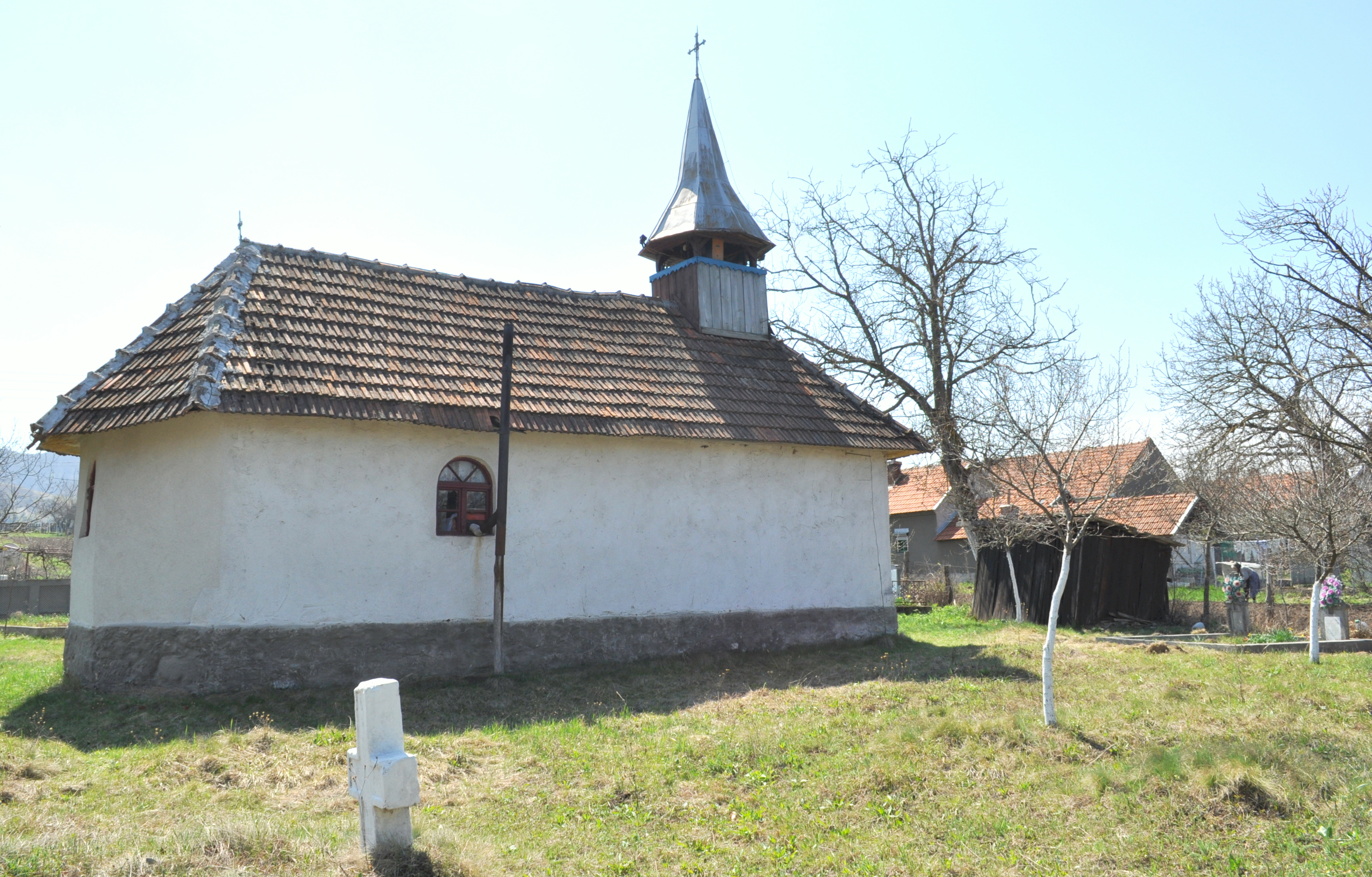
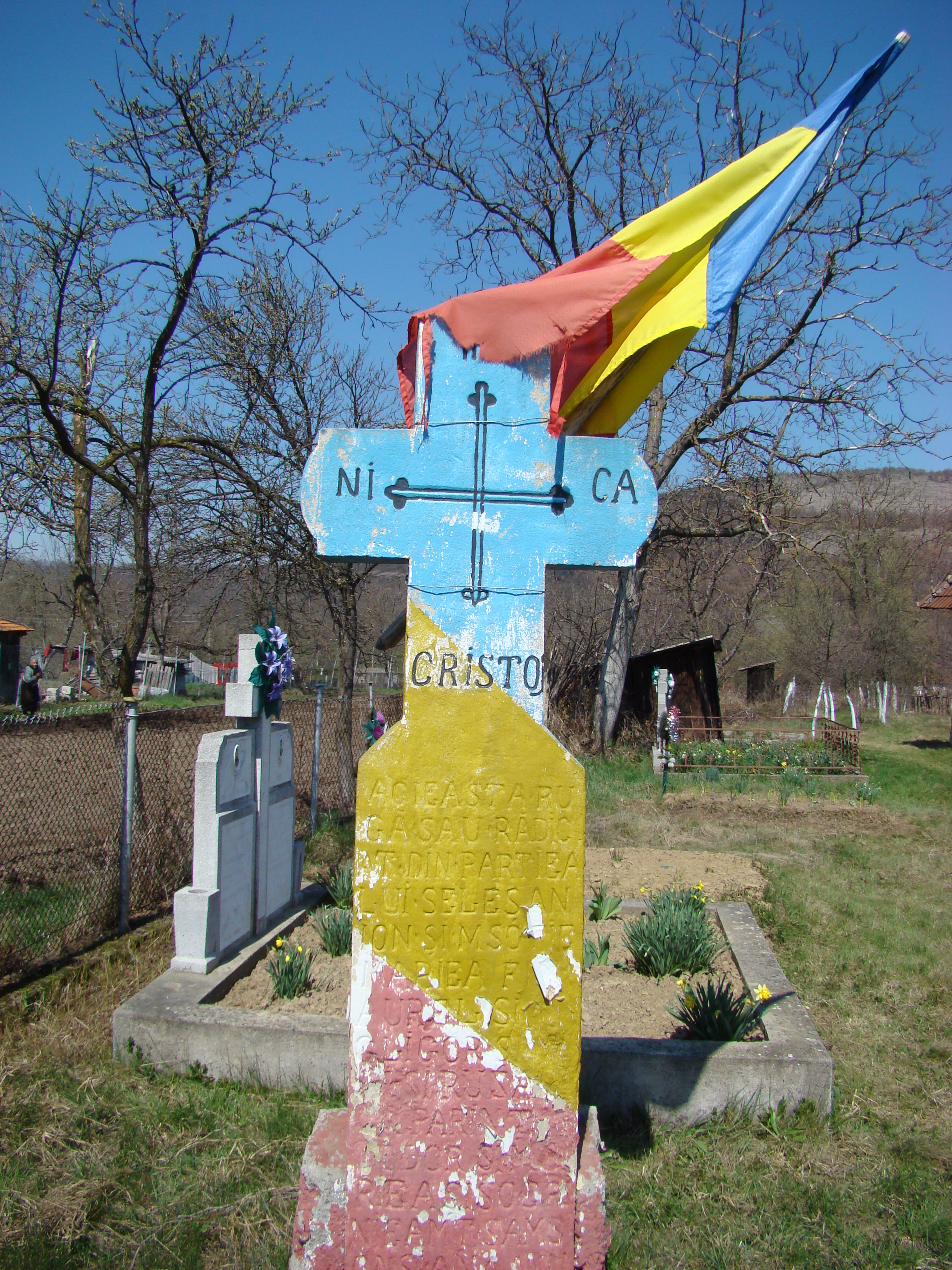
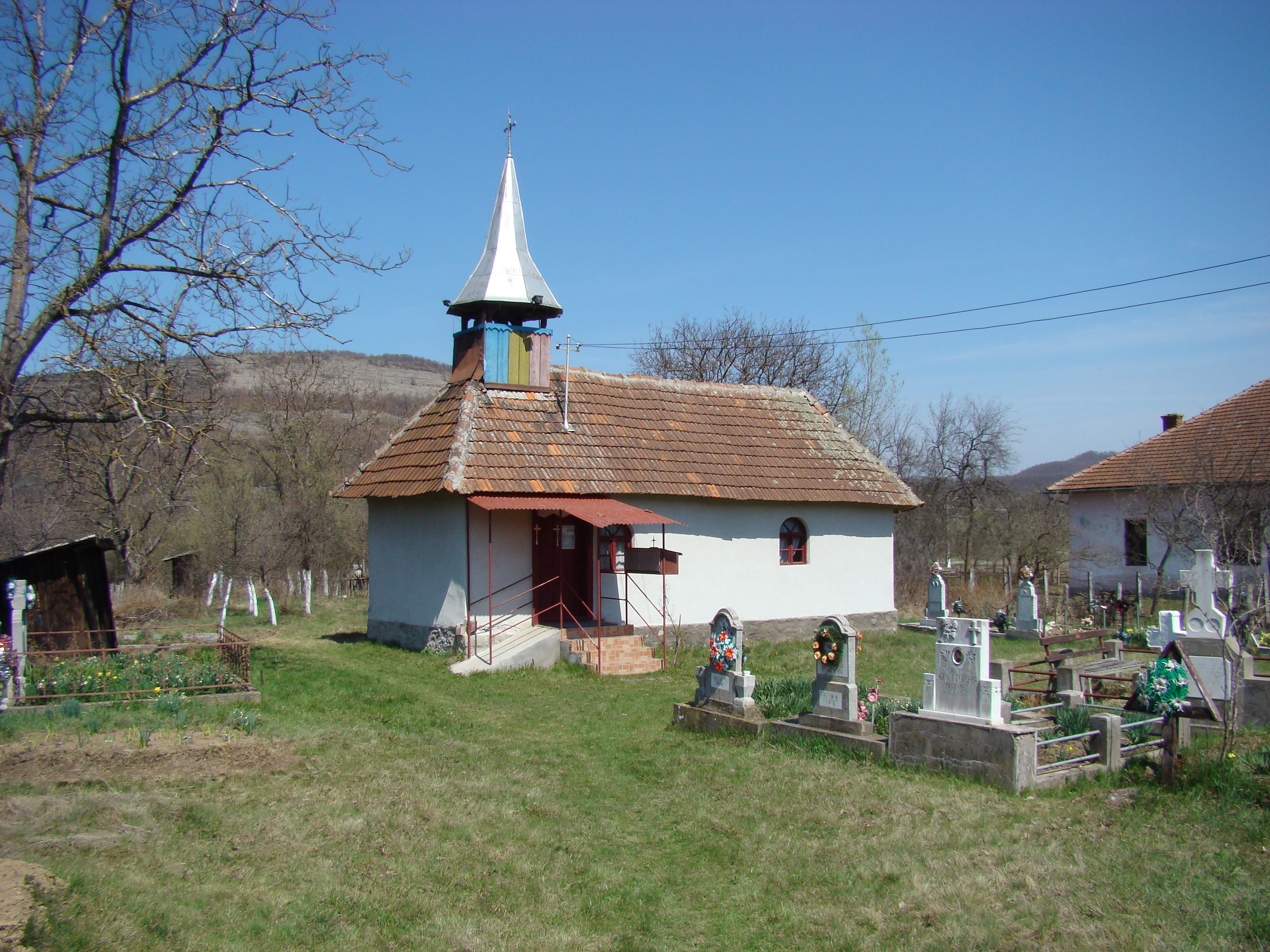
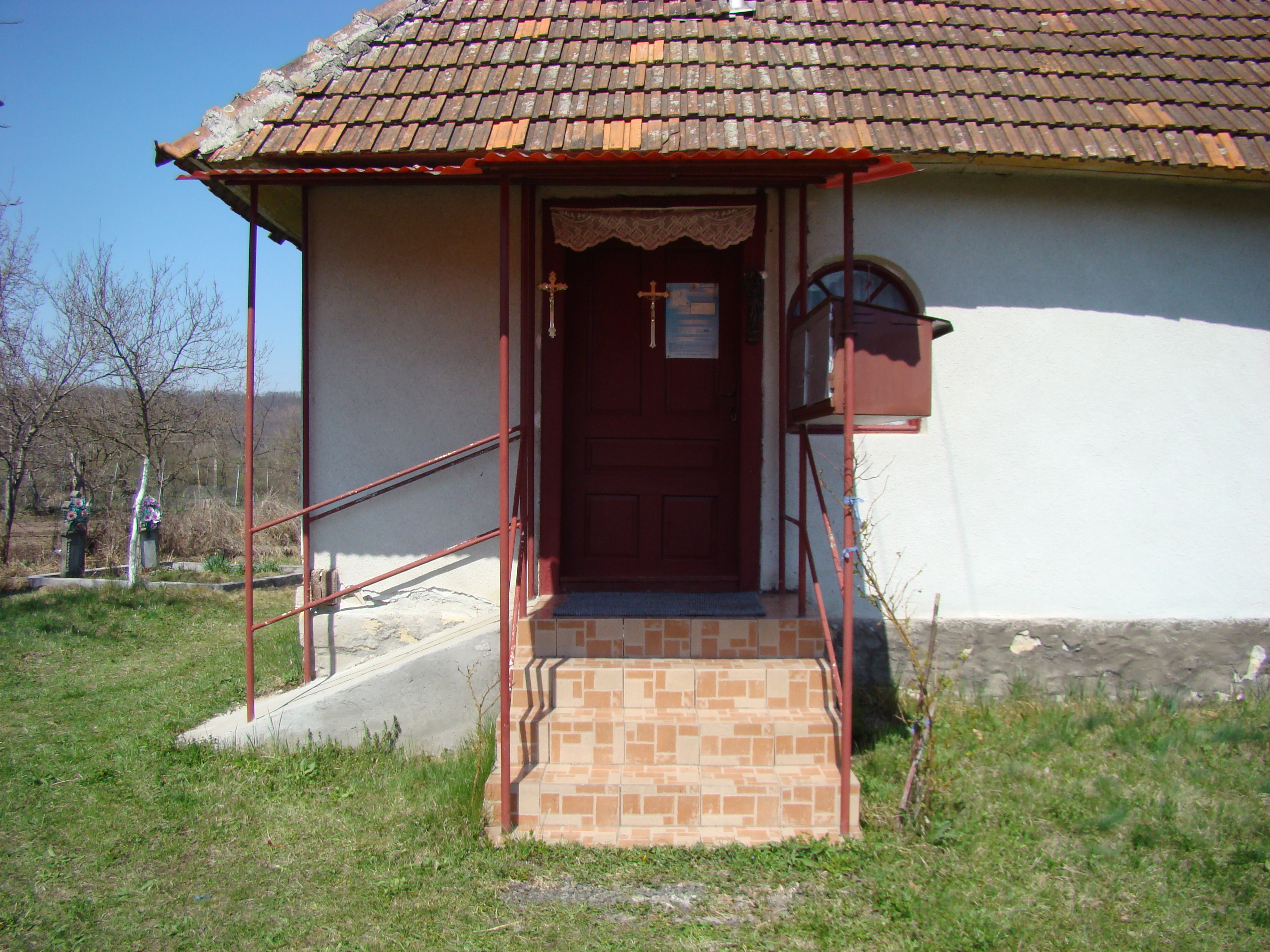
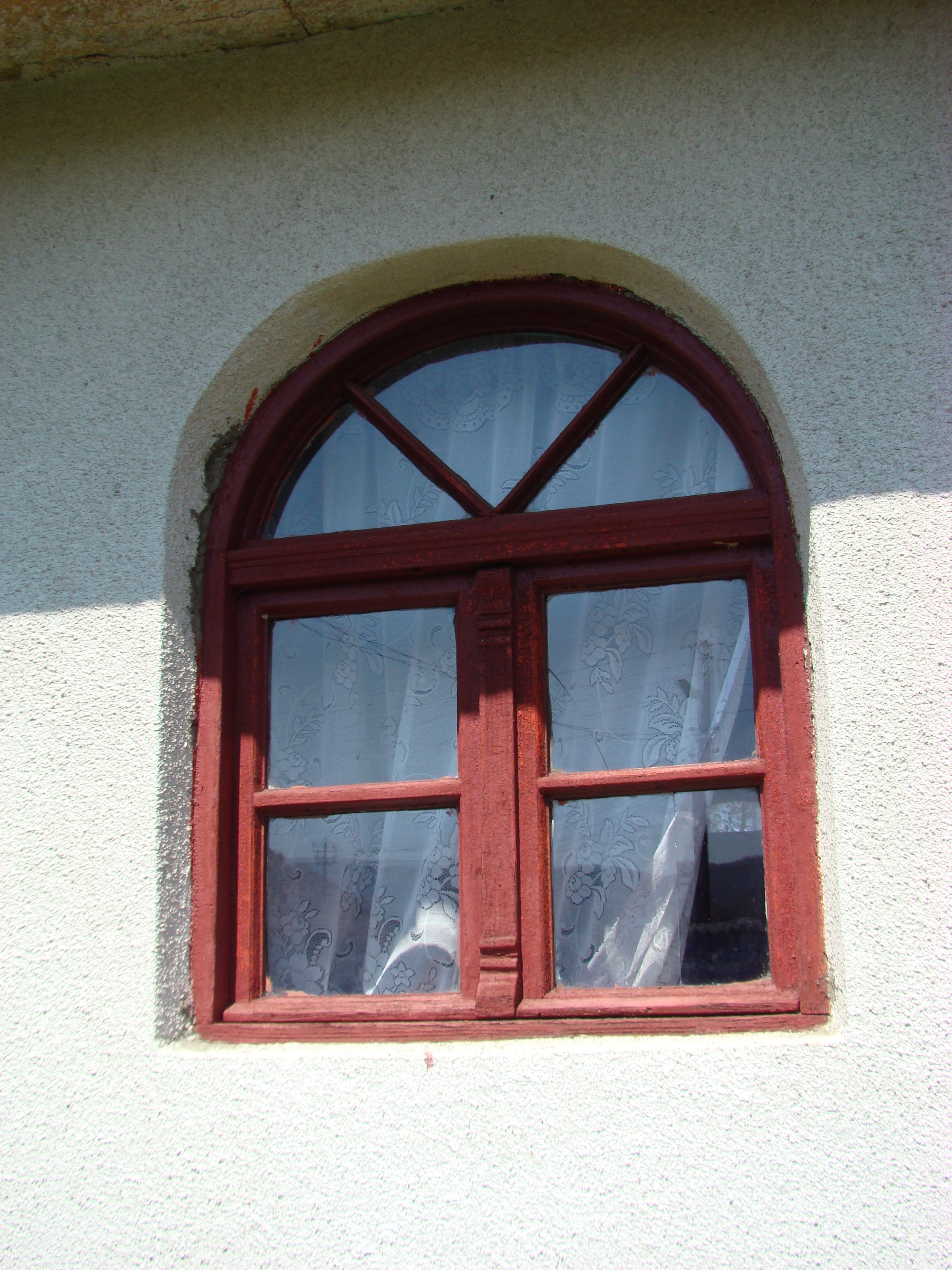
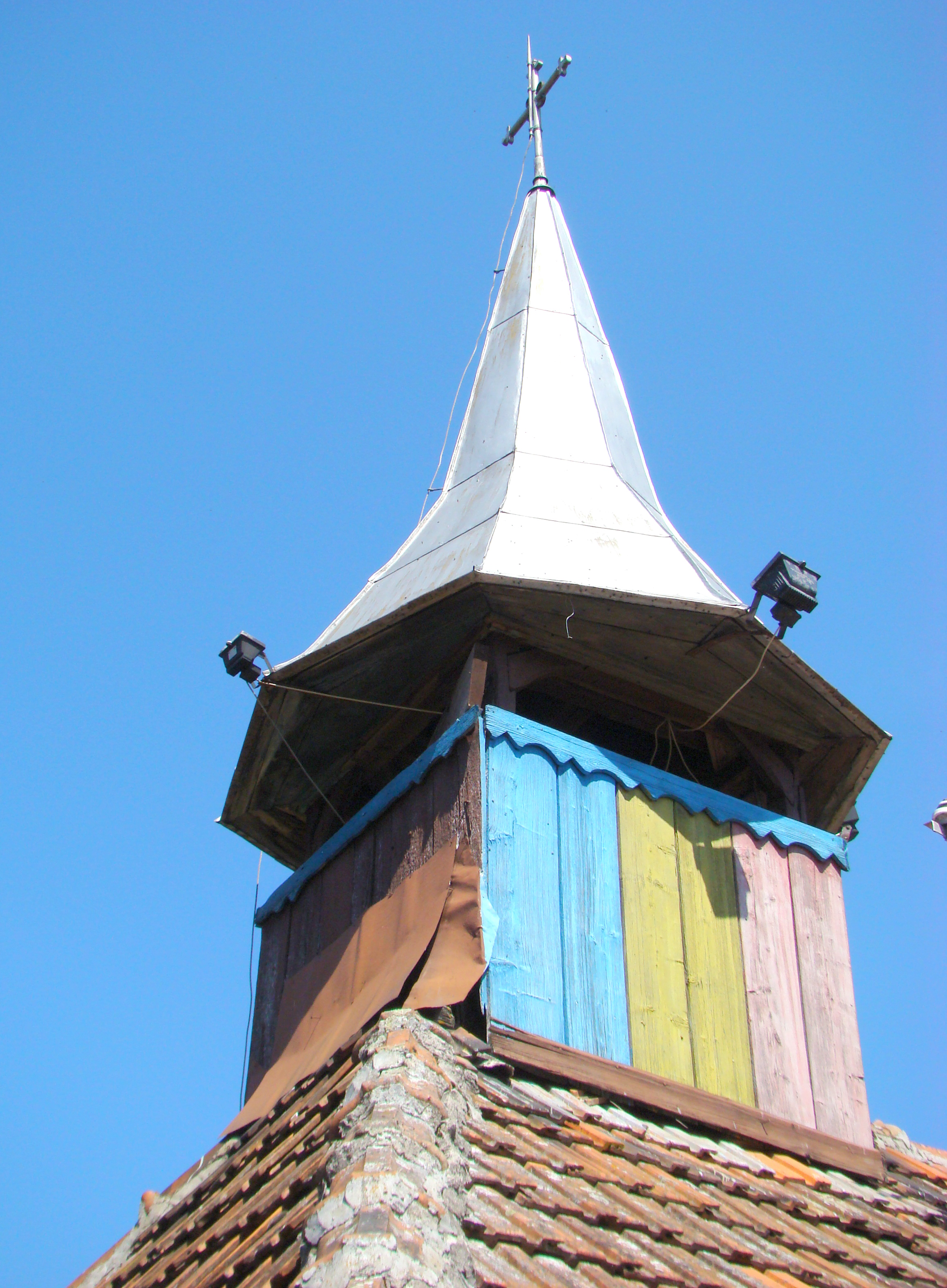
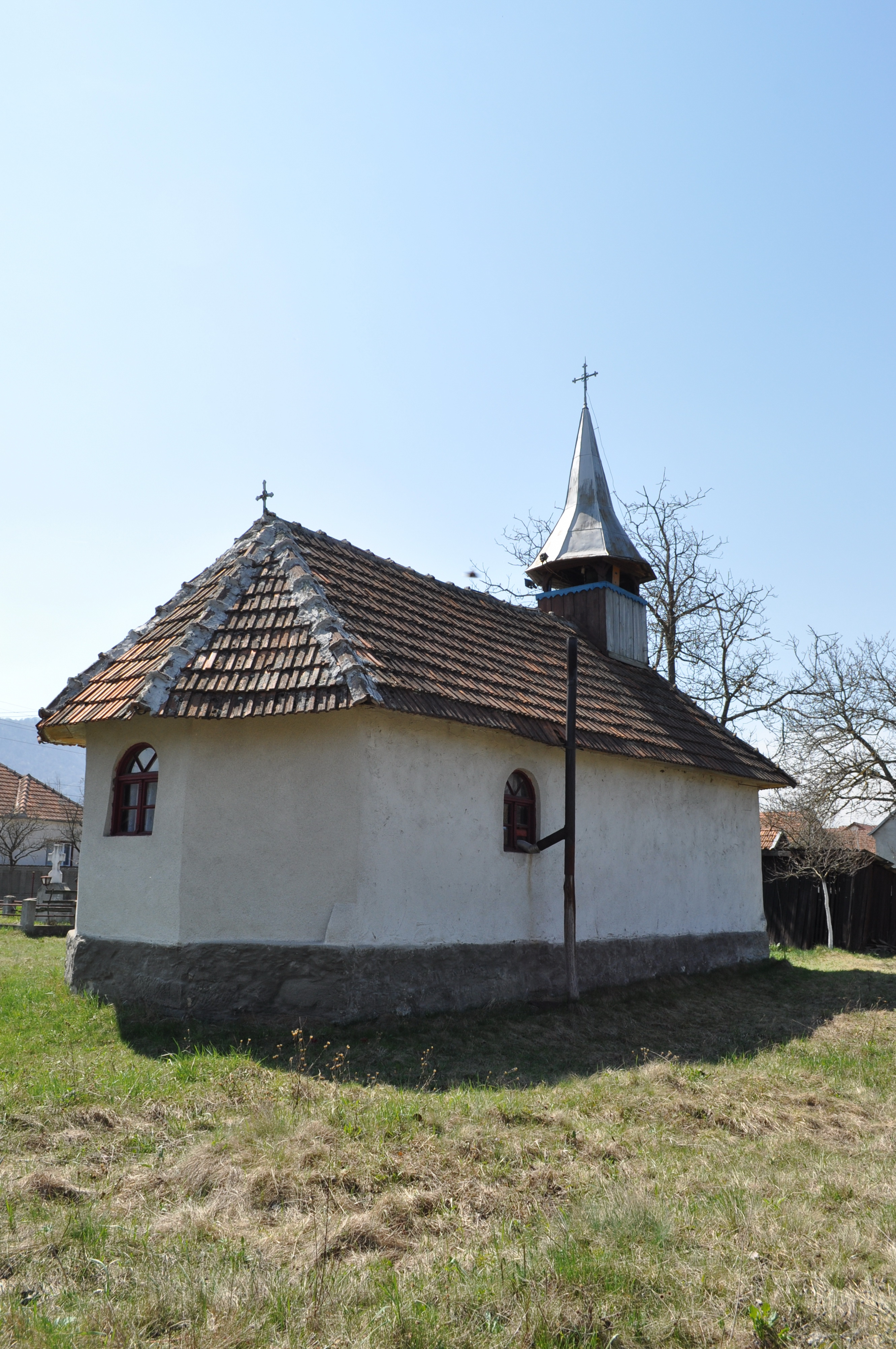
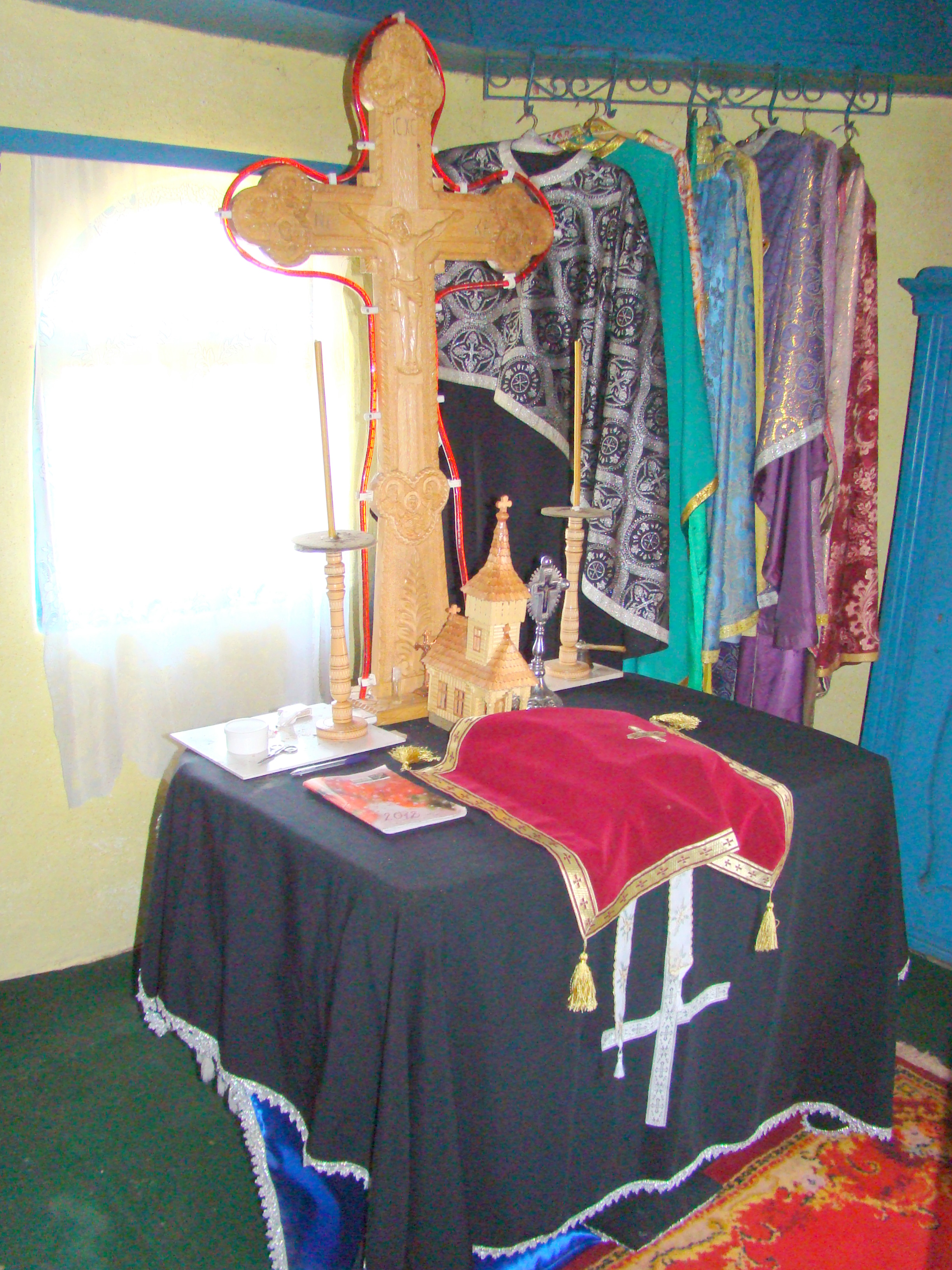
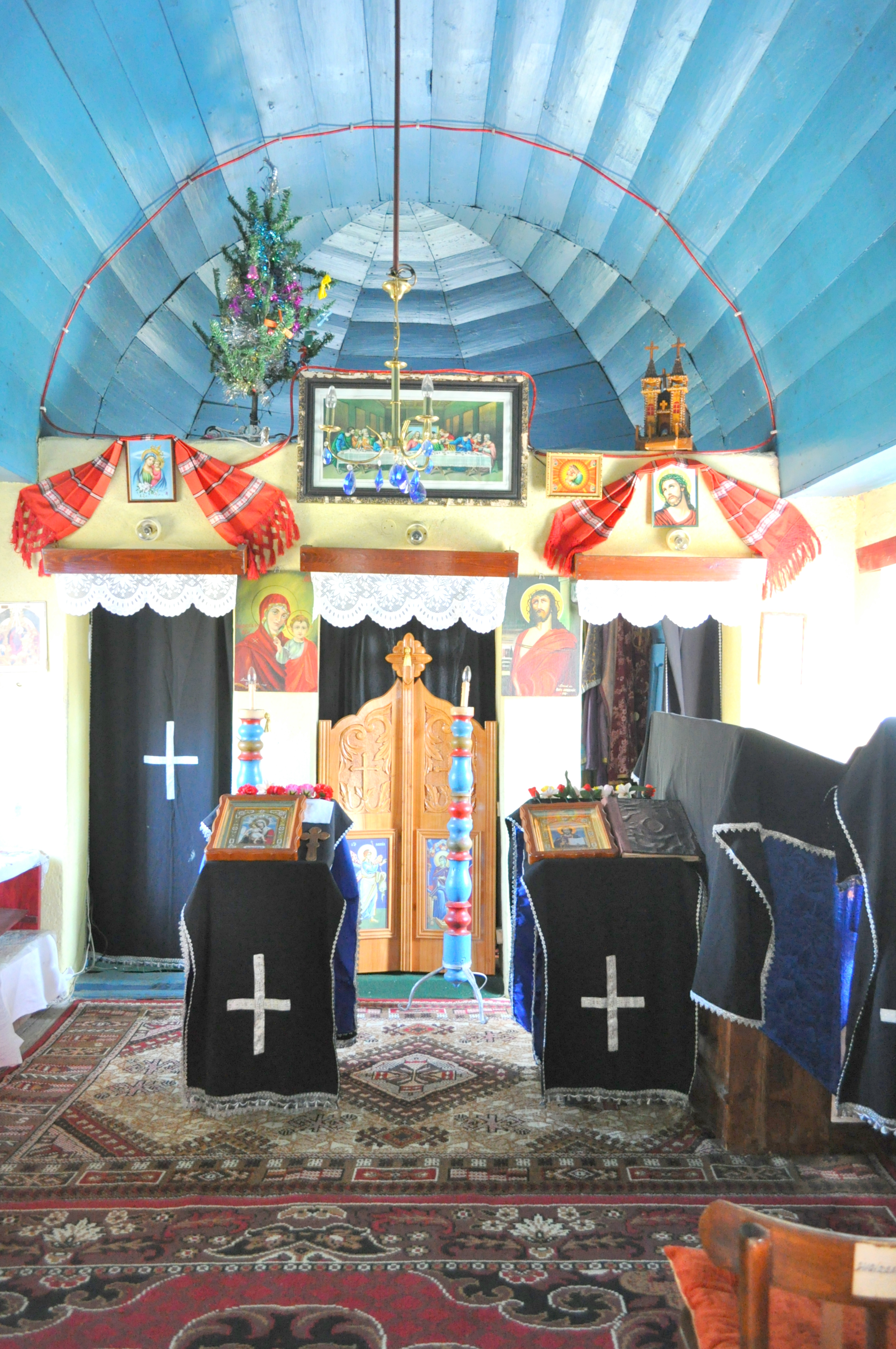
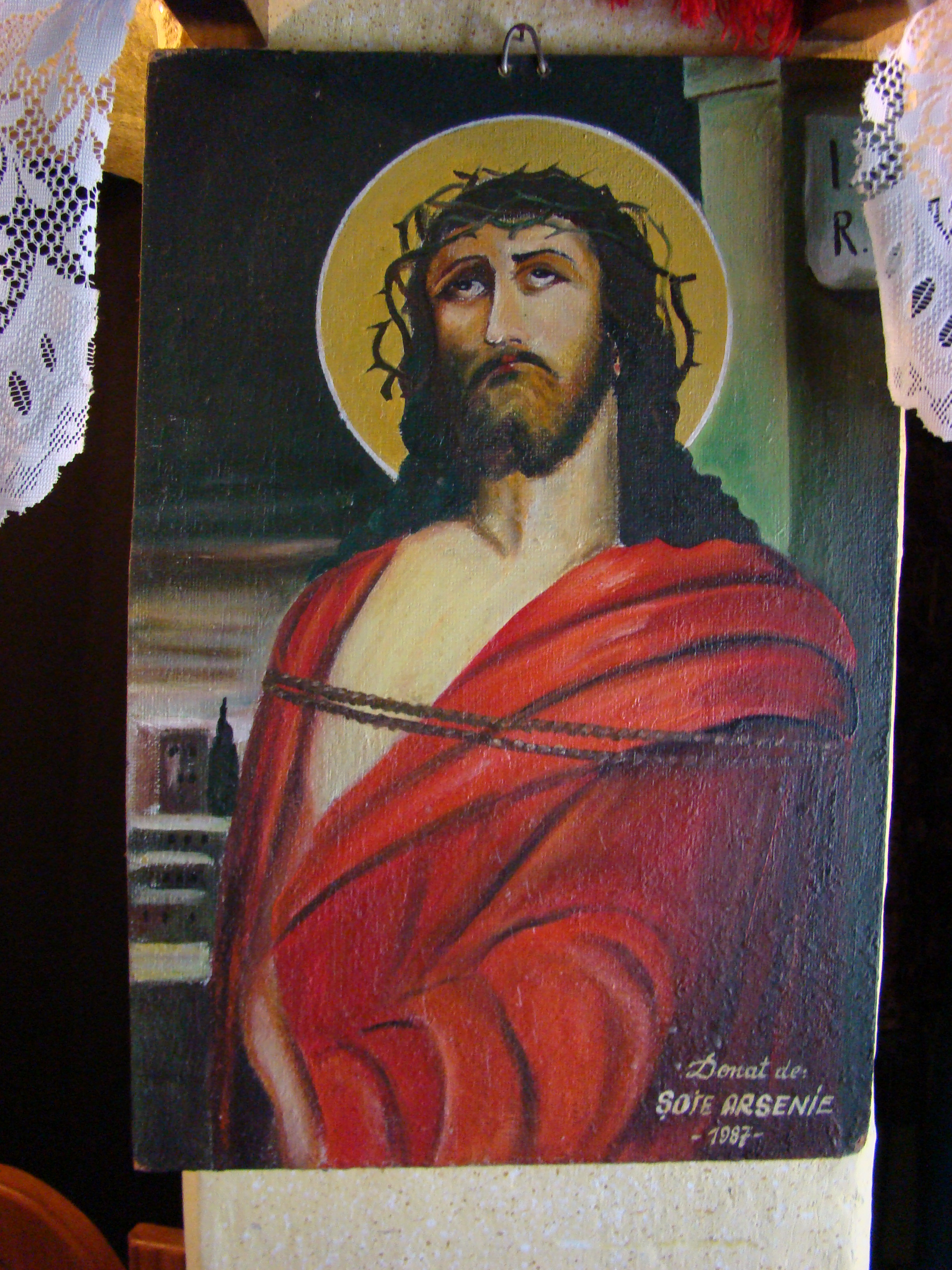
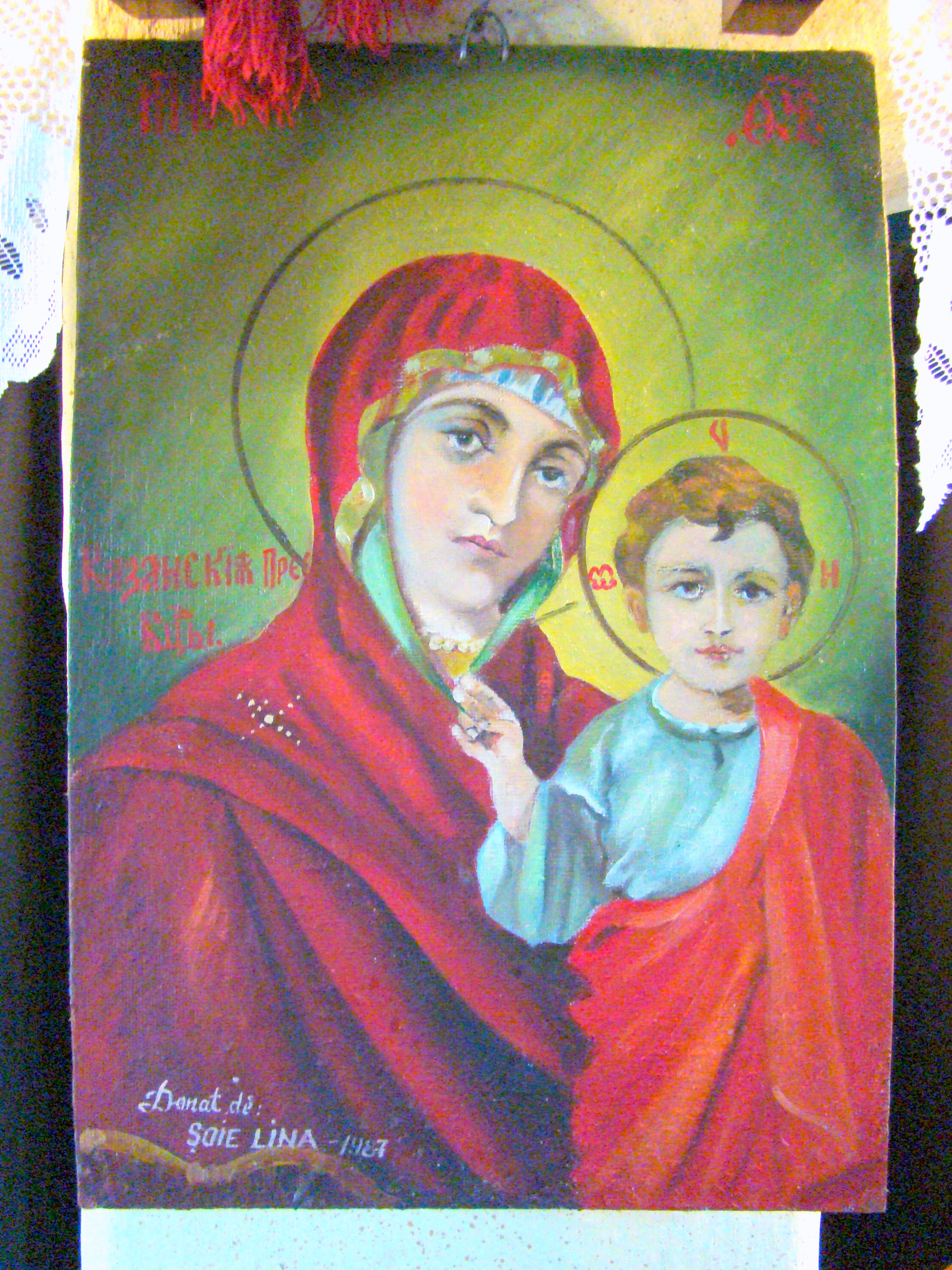
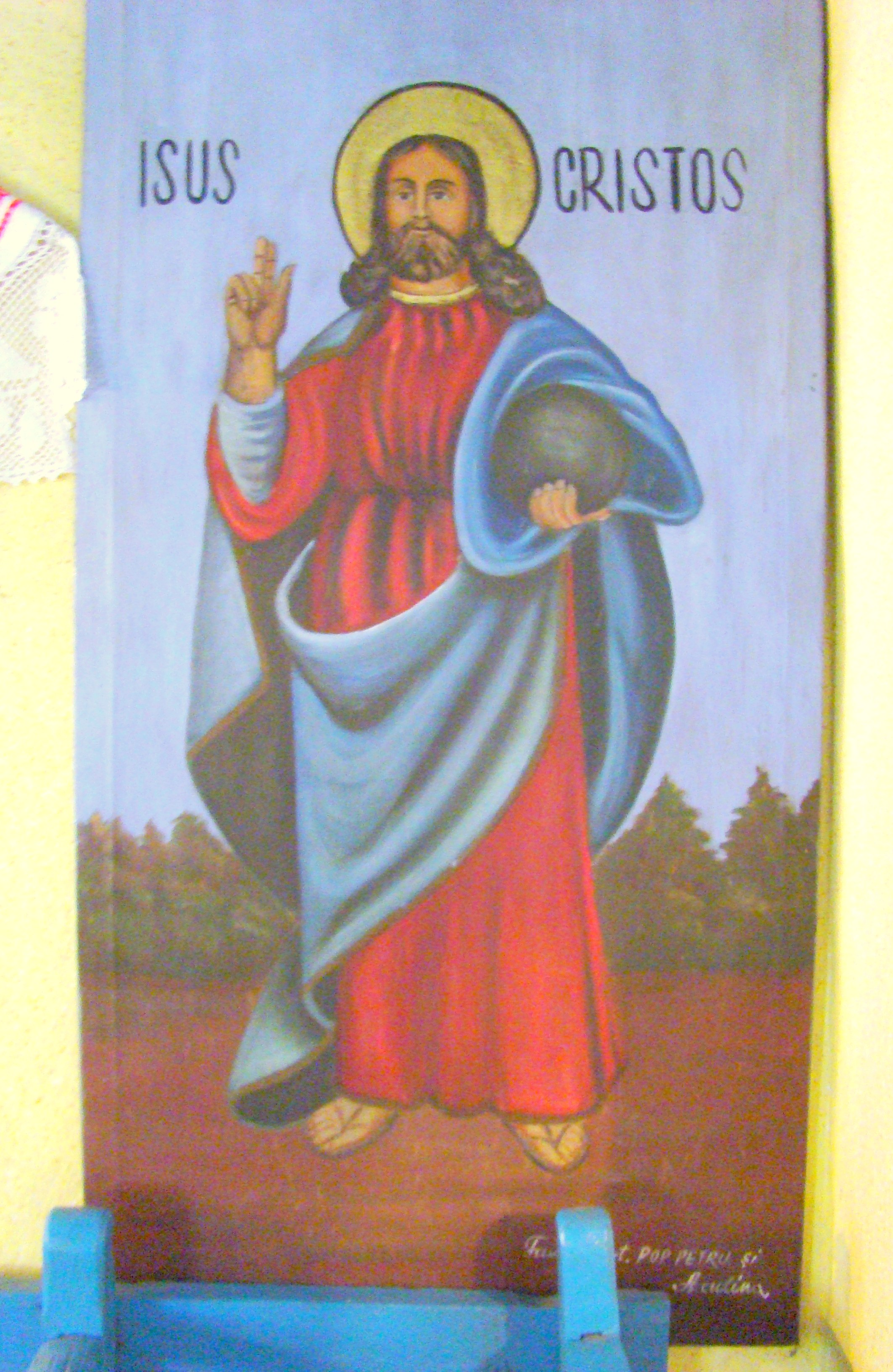